# Гимн Испании
Испанский гимн (исп. La Marcha Real) — один из старейших в мире, но дата его написания и имя его композитора неизвестны.

## История
Первое упоминание о нём встречается в 1761 году в «Libro de Ordenanza de los toques militares de la Infantería Española» Manuel de Espinosa, где он назван «La Marcha Granadera» («Марш гренадеров»).
В 1770 году король Карл III (Carlos III) утвердил «La Marcha Granadera» как официальный гимн, который стал исполняться во время всех официальных церемоний. Поскольку он постоянно исполнялся во время мероприятий, где присутствовали члены королевской фамилии, испанцы стали считать его своим национальным гимном и прозвали его «Королевским маршем».
В период Второй Республики «El Himno de Riego» («Гимн Риего») стал национальным гимном вместо «Королевского марша». Однако по окончании Гражданской войны Франсиско Франко восстановил «Королевский марш» в качестве национального гимна, заменив его название на прежнее — «Марш гренадеров».
После прихода к власти короля Хуана Карлоса I и принятия в 1978 году Конституции, маэстро Франсиско Грау было поручено создать новую аранжировку гимна, которая используется сегодня, а название «Марш гренадеров» заменено на нынешнее.
В октябре 1997 года «La Marcha Real» был утверждён национальным гимном страны.
Одна версия использовалась во время правления короля Альфонса XIII (автор текста — Эдуардо Маркина (Eduardo Marquina), а другая в период Франсиско Франко (автор текста — Хосе-Мария Пеман (José María Pemán)), вплоть до установления демократического строя в стране.
Сейчас существует версия 2008 года (автор — Паулино Куберо).

## Текст

### Неофициальный текст
| Текст на испанском ¡Viva España! Cantemos todos juntos con distinta voz y un solo corazón ¡Viva España! desde los verdes valles al inmenso mar, un himno de hermandad Ama a la patria pues sabe abrazar, bajo su cielo azul, pueblos en libertad Gloria a los hijos que a la Historia dan justicia y grandeza democracia y paz. | Дословный перевод Да здравствует Испания! Споём все вместе. Разными голосами, Но единым сердцем. Да здравствует Испания! От зелёных долин До бескрайнего моря, Гимн братства! Люби Отечество, Знающее, как объять, Под голубым небом, Свободные народности. Слава сынам, Что дали истории Справедливость и величие, Демократию и мир. |

### Версия при Альфонсе XIII
Автор текста — Эдуардо Маркина (Eduardo Marquina).
Gloria, Gloria, Corona de la Patria,
soberana luz
que es oro en tu pendón.
Vida, vida, futuro de la Patria,
que en tus ojos es
abierto corazón.
Púrpura y oro: bandera inmortal;
en tus colores, juntas, carne y alma están.
Púrpura y oro: querer y lograr;

Tú eres, bandera, el signo del humano afán.
¡Pide España! Tu nombre llevaremos 
Donde quieras tú
Que honrarlo es nuestra ley! 
¡Manda, España, y unidos lucharemos, 
Porque vivas tú
Sin tregua pueblo y rey!
Una bandera gloriosa nos das
¡Nadie, viviendo, España, nos la arrancara! 
Para que, un dia, nos pueda cubrir
¡Danos, España, el gozo de morir por ti! 
¡Viva España! Del grito de la patria, 
La explosión triunfal
Abrió camino al sol
¡Viva España! Repiten veinte pueblos 
Y al hablar ar dan fe
Del ánimo Español
¡Marquen arado martillo y clarín
Su n 

### Версия при Франсиско Франко
Автор текста (и, возможно, перевода) — Хосе-Мария Пеман I (José María Pemán).
| Текст на испанском ¡Viva España! alzad los brazos, hijos del pueblo español, que vuelve a resurgir. Gloria a la Patria que supo seguir sobre el azul del mar el caminar del sol. ¡Triunfa, España! Los yunques y las ruedas cantan al compás del himno de la fe. Juntos con ellos cantemos de pie la vida nueva y fuerte del trabajo y paz. | Перевод на русский Да здравствует Испания, поднимите руки, сыны Испании, возродившейся вновь. Слава Родине, что сумела следовать на синем море за ходом солнца Побеждай, Испания! Наковальни и диски поют в такт гимну веры. Вместе с ними стоя воспоем сильную и новую жизнь труда и мира. |